# 제이콥 터너
제이콥 에드워드 터너(Jacob Edward Turner, 1991년 5월 21일 ~ )는 미국 출신의 야구선수이자, 전 KBO 리그 KIA 타이거즈의 투수이다.

## 미국 프로야구 시절
2011년에 디트로이트 타이거스에 입단하였다.

## 한국 프로야구 시절

### KIA 타이거즈시절
2018년 11월 20일에 팻 딘을 대체할 투수로 영입되었다. 2019시즌이 끝나고 조 윌랜드와 함께 방출되었다.